# Keane Live
Keane Live es un DVD de la banda de rock británica Keane, publicado el 19 de noviembre de 2007. El DVD contiene un concierto en vivo grabado en Londres el 21 de julio de 2007.

## Contenido

### Live Concert
1. "The Iron Sea"
2. "Everybody’s Changing"
3. "Put It Behind You"
4. "Nothing in My Way"
5. "We Might As Well Be Strangers"
6. "Bend and Break"
7. "Can’t Stop Now" (upbeaten)
8. "Try Again" (Chaplin on distortion piano)
9. "Your Eyes Open" (acoustic, Chaplin on guitar)
10. "The Frog Prince" (semi-acoustic, Chaplin on guitar)
11. "Hamburg Song"
12. "Fly To Me" (prelude)
13. "Leaving So Soon?"
14. "This Is the Last Time"
15. "A Bad Dream" (Chaplin on piano)
16. "Somewhere Only We Know"
17. "Is It Any Wonder?"
18. "Broken Toy" (Chaplin on guitar solo, acoustic)
19. "Atlantic"
20. "Crystal Ball"
21. "Bedshaped" (extended)

### Short Film
The build-up to the show

### Soundcheck
- "Is It Any Wonder?"

### Live Visuals
- "A Bad Dream"
- "Is It Any Wonder?"
- "Atlantic"